# Puchar Białorusi w piłce siatkowej mężczyzn
Puchar Białorusi w piłce siatkowej mężczyzn (ros. Кубок Белоруссии по волейболу среди мужчин) – cykliczne krajowe rozgrywki sportowe, organizowane corocznie od 1991 roku przez Białoruski Związek Piłki Siatkowej dla białoruskich męskich klubów siatkarskich.
Pierwszym zdobywcą Pucharu Białorusi został klub Zapadnyj Bug Brześć. Jak dotychczas największą liczbę pucharów (8) zdobył Stroitiel Mińsk.

## Triumfatorzy
| Rok  | Miejsce finału | 1. miejsce                 | 2. miejsce          | 3. miejsce          |
| ---- | -------------- | -------------------------- | ------------------- | ------------------- |
| 1991 |                | Zapadnyj Bug Brześć        |                     |                     |
| 1992 |                | Sputnik Witebsk            |                     |                     |
| 1993 |                | Sputnik Witebsk            |                     |                     |
| 1994 |                | Kamunalnik Grodno          |                     |                     |
| 1995 |                | Sputnik Witebsk            |                     |                     |
| 1996 |                | Kamunalnik Grodno          |                     |                     |
| 1997 |                | Kamunalnik Grodno          |                     |                     |
| 1998 |                | Dinamo-01 Witebsk          |                     |                     |
| 1999 |                | Kamunalnik Grodno          |                     |                     |
| 2000 |                | HWK-RUOR Homel             |                     |                     |
| 2001 |                | HWK Homel                  |                     | Zapadnyj Bug Brześć |
| 2002 |                | HWK Homel                  |                     |                     |
| 2003 |                | HWK Homel                  |                     |                     |
| 2004 |                | Kamunalnik Grodno          |                     |                     |
| 2005 |                | Technopribor-Bieła Mohylew |                     |                     |
| 2006 |                | Technopribor-Bieła Mohylew |                     | Zapadnyj Bug Brześć |
| 2007 |                | Mietałłurg Żłobin          |                     |                     |
| 2008 |                | Mietałłurg Żłobin          | Zapadnyj Bug Brześć | HWK Homel           |
| 2009 | Mińsk          | Stroitiel Mińsk            | Mietałłurg Żłobin   | Zapadnyj Bug Brześć |
| 2010 | Grodno         | Stroitiel Mińsk            | Kamunalnik Grodno   | Mietałłurg Żłobin   |
| 2011 | Homel          | Kamunalnik Grodno          | Stroitiel Mińsk     | Mietałłurg Żłobin   |
| 2012 | Mołodeczno     | Stroitiel Mińsk            | BATE-BGU Borysów    | Szachcior Soligorsk |
| 2013 | Mohylew        | Stroitiel Mińsk            | Kamunalnik Grodno   | Szachcior Soligorsk |
| 2014 | Brześć         | Stroitiel Mińsk            | Zapadnyj Bug Brześć | Kamunalnik Grodno   |
| 2015 | Brześć         | Stroitiel Mińsk            | Zapadnyj Bug Brześć | BATE-BGU Borysów    |
| 2016 | Soligorsk      | Stroitiel Mińsk            | BATE-BGUFK Borysów  | Szachcior Soligorsk |
| 2017 | Mińsk          | Stroitiel Mińsk            | Szachcior Soligorsk | BATE-BGUFK Borysów  |
| 2018 | Homel          | Szachcior Soligorsk        | Stroitiel Mińsk     | Eniergija Homel     |
| 2019 | Brześć         | Szachcior Soligorsk        | Stroitiel Mińsk     | Eniergija Homel     |
| 2020 | Mińsk          | Szachcior Soligorsk        | Stroitiel Mińsk     | Marko-WGTU Witebsk  |
| 2021 | Homel          | Szachcior Soligorsk        | Marko-WGTU Witebsk  | Eniergija Homel     |
| 2022 | Mińsk          | Szachcior Soligorsk        | Stroitiel Mińsk     | Marko-WGTU Witebsk  |
| 2023 | Soligorsk      | Szachcior Soligorsk        | Eniergija Homel     | Stroitiel Mińsk     |
| 2024 | Borysów        | Szachcior Soligorsk        | Eniergija Homel     | Borisow-BGUFK       |

## Bilans klubów
| Klub                                | złoto |
| ----------------------------------- | ----- |
| Stroitiel Mińsk                     | 8     |
| Szachcior Soligorsk                 | 7     |
| Kamunalnik Grodno                   | 6     |
| HWK Homel                           | 4     |
| Sputnik Witebsk / Dinamo-01 Witebsk | 4     |
| Mietałłurg Żłobin                   | 2     |
| Mohylew                             | 2     |
| Zapadnyj Bug Brześć                 | 1     |